# Seznam malteških pevcev
Seznam malteških pevcev.

## B
- Gianluca Bezzina

## C
- Kurt Calleja
- Keith Camilleri

## F
- Fabrizio Faniello

## G
- Ludwig Galea
- Thea Garrett
- Joe Grech

## L
- Olivia Lewis
- Ira Losco

## S
- Chiara Siracusa
- Mary Spiteri

## V
- Glen Vella

## Z
- Julie Zahra